# Hieracium chrysostylum
Hieracium chrysostylum es una especie de planta con flor del género Hieracium, de la familia Asteraceae, orden Asterales.

## Distribución
Hieracium chrysostylum se distribuye por Noruega.

## Taxonomía
Fue descrita científicamente por (Lindeb.) Elfstr. Fue publicada en Bih. Kongl. Svenska Vetensk.-Akad. Handl. 16(3, 7): 67 (1890).